# Vízilabda a 2017-es úszó-világbajnokságon
A 2017-es úszó-világbajnokságon a vízilabdatornákat július 16. és július 29. között rendezték meg. A férfiak és a nők versenyében is 16-16 csapat küzdött meg a bajnoki címért.

## Részt vevő csapatok
A következő csapatok vettek részt a 2017-es férfi vízilabda-világbajnokságon:
| Esemény                                  | Helyszín            | Kvóta | Csapat                                                |
| ---------------------------------------- | ------------------- | ----- | ----------------------------------------------------- |
| Rendező                                  | -                   | 1     | Magyarország                                          |
| 2016-os férfi vízilabda-világliga        | 2016. június 26.    | 2     | Szerbia · Egyesült Államok                            |
| 2016. évi nyári olimpiai játékok         | 2016. augusztus 20. | 4     | Horvátország · Olaszország · Montenegró · Görögország |
| 2016-os férfi vízilabda-Európa-bajnokság | 2016. január 21.    | 3     | Spanyolország · Oroszország · Franciaország           |
| Ázsia                                    |                     | 2     | Japán · Kazahsztán                                    |
| Afrika                                   |                     | 1     | Dél-afrikai Köztársaság                               |
| Óceánia                                  |                     | 1     | Ausztrália                                            |
| Amerikai vb selejtező                    | 2017. február 11.   | 2     | Brazília · Kanada                                     |

A következő csapatok vesznek részt a 2017-es női vízilabda-világbajnokságon:
| Esemény                                | Helyszín            | Kvóta | Csapat                                        |
| -------------------------------------- | ------------------- | ----- | --------------------------------------------- |
| Rendező                                | -                   | 1     | Magyarország                                  |
| 2016-os női vízilabda-világliga        | 2016. június 12.    | 2     | Egyesült Államok · Spanyolország              |
| 2016. évi nyári olimpiai játékok       | 2016. augusztus 19. | 4     | Olaszország · Oroszország · Ausztrália · Kína |
| 2016-os női vízilabda-Európa-bajnokság | 2016. január 22.    | 3     | Hollandia · Görögország · Franciaország       |
| Ázsia                                  |                     | 2     | Japán · Kazahsztán                            |
| Afrika                                 |                     | 1     | Dél-afrikai Köztársaság                       |
| Óceánia                                |                     | 1     | Új-Zéland                                     |
| Amerika                                |                     | 2     | Kanada · Brazília                             |

## Éremtáblázat
| Versenyszám | Arany            | Ezüst         | Bronz       |
| ----------- | ---------------- | ------------- | ----------- |
| Férfi       | Horvátország     | Magyarország  | Szerbia     |
| Női         | Egyesült Államok | Spanyolország | Oroszország |

## Érmesek

### Férfi torna
| A 2017-es úszó-világbajnokság érmesei férfi vízilabdában | A 2017-es úszó-világbajnokság érmesei férfi vízilabdában | A 2017-es úszó-világbajnokság érmesei férfi vízilabdában | A 2017-es úszó-világbajnokság érmesei férfi vízilabdában |
| --- | --- | --- | -------------------------------------------------------- |
| Arany | Ezüst | Bronz |                                                          |
| Horvátország | Magyarország | Szerbia |                                                          |
| Marko Bijač Marko Macan Loren Fatović Luka Lončar Maro Joković Ivan Buljubašić Ante Vukičević Andro Bušlje Sandro Sukno Ivan Krapić Anđelo Šetka Xavier García Ivan Marcelić | Nagy Viktor Török Béla Manhercz Krisztián Zalánki Gergő Vámos Márton Hosnyánszky Norbert Decker Ádám Gór-Nagy Miklós Erdélyi Balázs Varga Dénes Mezei Tamás Hárai Balázs Decker Attila | Gojko Pijetlović Dušan Mandić Viktor Rašović Sava Ranđelović Miloš Ćuk Duško Pijetlović Nemanja Ubović Milan Aleksić Nikola Jakšić Filip Filipović Andrija Prlainović Stefan Mitrović Branislav Mitrović |                                                          |

### Női torna
| A 2017-es úszó-világbajnokság érmesei női vízilabdában | A 2017-es úszó-világbajnokság érmesei női vízilabdában | A 2017-es úszó-világbajnokság érmesei női vízilabdában | A 2017-es úszó-világbajnokság érmesei női vízilabdában |
| --- | --- | --- | ------------------------------------------------------ |
| Arany | Ezüst | Bronz |                                                        |
| Egyesült Államok | Spanyolország | Oroszország |                                                        |
| Rachel Fattal Aria Fischer Makenzie Fischer Paige Hauschild Amanda Longan Madeline Musselman Jamie Neushul Kiley Neushul Jordan Raney Melissa Seidemann Maggie Steffens Gabrielle Stone Alys Williams | Marta Bach Paula Crespi Sandra Domene Anni Espar Clara Espar Laura Ester Judith Forca Anna Gual Paula Leiton Helena Lloret Beatriz Ortiz Matilde Ortiz María Pena | Anna Usztyuhina Veronika Vahitova Jekatyerina Prokofjeva Elvina Karimova Marija Boriszova Olga Gorbunova Alena Szerzsantova Anasztaszija Simanovics Anna Tyimofejeva Tatiana Tolkunova Jevgenyija Ivanova Darja Rizskova Anna Karnauh |                                                        |